# Наголоватки вузьколисті
Наголоватки вузьколисті, юринея вузьколиста (Jurinea stoechadifolia) — вид рослин роду наголоватки.

## Ботанічний опис
Багаторічна рослина заввишки 15–60 см.
Суцвіття — кошики, довжиною 25–30 мм, обгортки яйцеподібно-циліндричні довжиною 18–22 мм, внутрішні листочки значно довші від зовнішніх. Віночок червонувато-пурпуровий.
Листки цілокраї або перисторозсічені на широколанцетні частки.
Плід — сім'янка довжиною 5,5–6,5 мм.
Цвіте у червні-липні.

## Поширення
Вид зустрічається у Південній Європі — Україні, Румунії та Молдові. В Україні спорадично зустрічається у Криму та у степу, росте на кам'янистих схилах, відслоненнях.